# Grande-Bretagne aux Jeux olympiques d'hiver de 1960
Cet article contient des informations sur la participation et les résultats de la Grande-Bretagne aux Jeux olympiques d'hiver de 1960 à Squaw Valley aux États-Unis.

## Ski alpin
Homme
| Athlète             | Event        | Race 1       | Race 1 | Race 2       | Race 2 | Total        | Total |
| Athlète             | Event        | Temp         | Rang   | Temp         | Rang   | Temp         | Rang  |
| ------------------- | ------------ | ------------ | ------ | ------------ | ------ | ------------ | ----- |
| John Oakes          | Descente     |              |        |              |        | 2 min 36 s 0 | 55    |
| Robert Skepper      | Descente     |              |        |              |        | 2 min 28 s 1 | 43    |
| Geoffrey Pitchford  | Descente     |              |        |              |        | 2 min 27 s 3 | 40    |
| Charlach Mackintosh | Descente     |              |        |              |        | 2 min 25 s 1 | 35    |
| Charlach Mackintosh | Slalom géant |              |        |              |        | DSQ          | –     |
| Robert Skepper      | Slalom géant |              |        |              |        | 2 min 26 s 2 | 53    |
| Geoffrey Pitchford  | Slalom géant |              |        |              |        | 2 min 20 s 4 | 50    |
| John Oakes          | Slalom géant |              |        |              |        | 2 min 16 s 3 | 48    |
| Robert Skepper      | Slalom       | 1 min 41 s 6 | 50     | 1 min 18 s 5 | 27     | 3 min 00 s 1 | 36    |
| Geoffrey Pitchford  | Slalom       | 1 min 23 s 5 | 34     | DSQ          | –      | DSQ          | –     |

Femme
| Athlète          | Event        | Race 1       | Race 1 | Race 2       | Race 2 | Total        | Total |
| Athlète          | Event        | Temp         | Rang   | Temp         | Rang   | Temp         | Rang  |
| ---------------- | ------------ | ------------ | ------ | ------------ | ------ | ------------ | ----- |
| Renate Holmes    | Descente     |              |        |              |        | 1 min 51 s 9 | 31    |
| Wendy Farrington | Descente     |              |        |              |        | 1 min 50 s 8 | 28    |
| Josephine Gibbs  | Descente     |              |        |              |        | 1 min 50 s 3 | 25    |
| Sonja McCaskie   | Giant Slalom |              |        |              |        | 2 min 06 s 1 | 40    |
| Wendy Farrington | Giant Slalom |              |        |              |        | 2 min 04 s 2 | 39    |
| Renate Holmes    | Giant Slalom |              |        |              |        | 2 min 03 s 9 | 38    |
| Josephine Gibbs  | Giant Slalom |              |        |              |        | 1 min 51 s 9 | 33    |
| Renate Holmes    | Slalom       | 1 min 16 s 1 | 40     | 1 min 07 s 4 | 29     | 2 min 23 s 5 | 34    |
| Wendy Farrington | Slalom       | 1 min 08 s 4 | 34     | 1 min 30 s 8 | 37     | 2 min 39 s 2 | 37    |
| Josephine Gibbs  | Slalom       | 1 min 04 s 1 | 27     | 1 min 09 s 1 | 31     | 2 min 13 s 2 | 27    |

## Biathlon
| Event | Athlète      | Temp              | Missed targets | Adjusted time 1   | Rang |
| ----- | ------------ | ----------------- | -------------- | ----------------- | ---- |
| 20 km | Norman Shutt | 1 h 45 min 36 s 5 | 13             | 2 h 11 min 36 s 5 | 30   |
| 20 km | John Moore   | 1 h 40 min 50 s 8 | 14             | 2 h 08 min 50 s 8 | 29   |

1 Two minutes added per missed target.

## Ski de fond
Homme
| Event | Athlete       | Race              | Race |
| Event | Athlete       | Temp              | Rang |
| ----- | ------------- | ----------------- | ---- |
| 15 km | Norman Shutt  | 1 h 07 min 34 s 0 | 52   |
| 15 km | Andrew Morgan | 1 h 01 min 32 s 9 | 49   |
| 15 km | John Moore    | 58 min 35 s 0     | 44   |
| 30 km | Andrew Morgan | 2 h 13 min 38 s 9 | 41   |
| 30 km | John Moore    | 2 h 08 min 58 s 6 | 38   |
| 50 km | Andrew Morgan | DNF               | –    |
| 50 km | Norman Shutt  | DNF               | –    |
| 50 km | John Moore    | 3 h 43 min 15 s 3 | 30   |

## Patinage artistique
Homme
| Athlete        | CF | FS | Points | Places | Rank |
| -------------- | -- | -- | ------ | ------ | ---- |
| David Clements | 16 | 13 | 1174.7 | 135    | 15   |
| Robin Jones    | 15 | 12 | 1220.4 | 113    | 12   |

Femme
| Athlète         | CF | FS | Points | Places | Rang |
| --------------- | -- | -- | ------ | ------ | ---- |
| Carolyn Krau    | 17 | 21 | 1160.3 | 168    | 19   |
| Patricia Pauley | 14 | 16 | 1213.8 | 134    | 15   |

## Patinage de vitesse
Homme
| Event    | Athlète        | Race          | Race |
| Event    | Athlète        | Temp          | Rang |
| -------- | -------------- | ------------- | ---- |
| 500 m    | Terry Malkin   | DNF           | –    |
| 500 m    | Terry Monaghan | 44 s 0        | 38   |
| 1500 m   | Terry Malkin   | 2 min 25 s 0  | 40   |
| 1500 m   | Terry Monaghan | 2 min 19 s 9  | 26   |
| 5000 m   | Terry Malkin   | 8 min 56 s 1  | 33   |
| 5000 m   | Terry Monaghan | 8 min 15 s 3  | 11   |
| 10,000 m | Terry Monaghan | 16 min 31 s 6 | 5    |